# クリフハウス
座標: 北緯37度46分42秒 西経122度30分50秒 / 北緯37.778394度 西経122.513935度

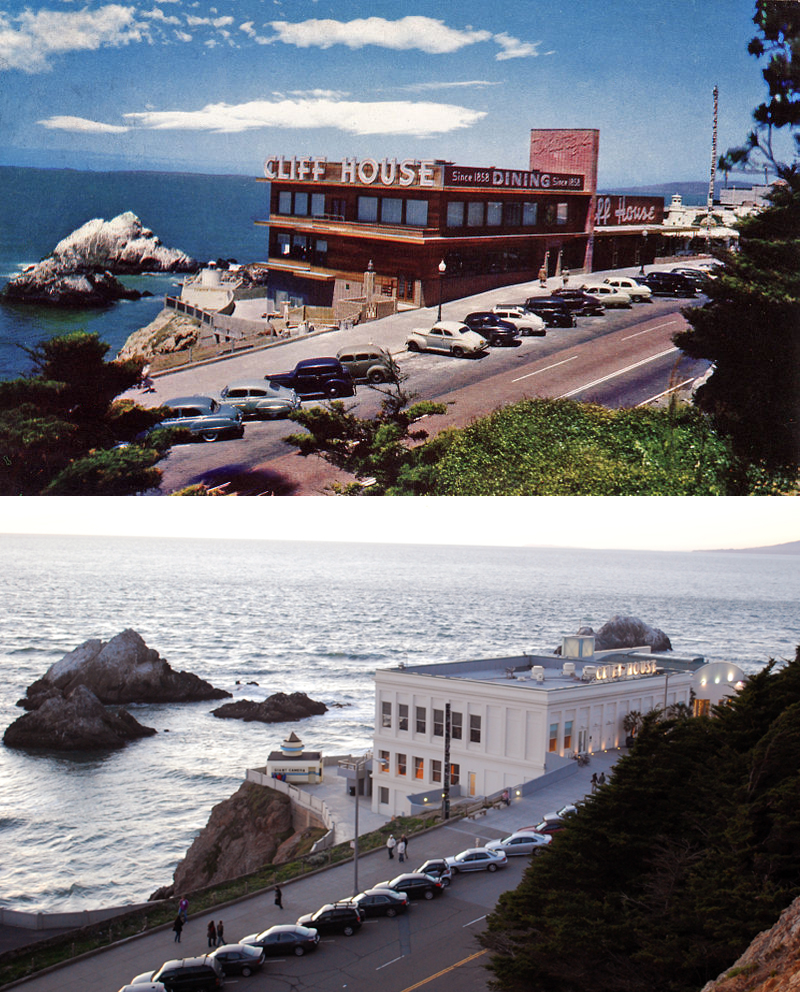
写真上:1941年に撮影されたクリフハウス写真下:2009年に撮影されたクリフハウス

クリフハウス (Cliff House)はアメリカ合衆国カリフォルニア州サンフランシスコにあるレストラン。太平洋を臨む崖の上に位置している。

## 歴史
1858年、サミュエル・ブラナン(Samuel Brannan)によって建設された建物は、焼失や倒壊のため5回の改修工事が行われ、現在の姿となった。
1977年、この地域はゴールデン・ゲート国立保養地に指定された。現在はアメリカ合衆国国立公園局(National Park Service, NPS)の管理下にある。